# Shoreswood
Shoreswood – osada i civil parish w Anglii, w hrabstwie Northumberland. W 2011 civil parish liczyła 148 mieszkańców. W obszar civil parish wchodzą także Thornton i Thorntonpark.